# 根敦 (都统)
根敦（？—1742年），清朝蒙古族将领，土默特部人，阿弼达长子。
根敦开始被授为副都统。康熙五十九年（1720年），授参赞大臣。随振武将军傅尔丹由阿尔泰山征讨准噶尔汗国策妄阿喇布坦，擒获宰桑贝坤。雍正元年（1723年），承袭都统。雍正二年（1724年），率领二千满洲兵赴巴里坤防御青海罗卜藏丹津，而后驻兵吐鲁番。雍正九年（1731年），清军西征噶尔丹策零，跟随西路大将军岳钟琪在乌鲁木齐击败准噶尔军，追至额尔穆克河。以功赏御用冠服。雍正十年（1732年），随副将军常赉等率兵三千余人援征哈密。雍正十三年（1735年），回到归化城，协理屯田事宜。